# Eunereis longipes
Eunereis longipes är en ringmaskart som först beskrevs av Hartman 1936.  Eunereis longipes ingår i släktet Eunereis och familjen Nereididae. Inga underarter finns listade i Catalogue of Life.